# Sujinho
Sujinho – pierwszy album duetu Jackson Conti, na który składają się amerykański producent Otis Jackson Jr. i brazylijski perkusista zespołu Azymuth Ivan Conti. Ukazał się 17 czerwca 2008 nakładem wytwórni Mochilla.

## Lista utworów
Opracowano na podstawie źródła.
1. "Mamãoism"
2. "Berumba"
3. "Anna De Amsterdam Interlude"
4. "Praça Da Republica"
5. "Papaya"
6. "Brazilian Sugar"
7. "São Paulo Nights"
8. "Xibaba"
9. "Upa Neguinho"
10. "Casa Forte"
11. "Amazon Stroll"
12. "Berimbau"
13. "Anna De Amsterdam Reprise"
14. "Waiting On The Corner"
15. "Tijuca Man"
16. "Nao Tem Nada Nao"
17. "Sunset At Sujinho"
18. "Segura Esta Onda"